# Cobra Beer
Cobra Beer ist ein britischer Bierverlag. Das Unternehmen wurde 1989 von Arjun Reddy und dem damals 27-jährigen Karan Bilimoria mit einem Gründungskapital von 20.000 £ gegründet. Es war zunächst in der indischen Stadt Bangalore ansässig und auf den Export ins Vereinigte Königreich ausgerichtet. Heutzutage existieren vertragsmäßige Niederlassungen in Indien, Großbritannien und Belgien. Cobra Beer besitzt keine eigenständigen Brauereibetriebe und produziert seine Marken stattdessen unter Lizenzen in anderen Brauhäusern. Bilimoria und Reddy hatten eine Marktlücke im Bereich wenig kohlensäurehaltiger Lagerbiere entdeckt und genutzt. Ursprünglich sollte die Brauerei den Namen Panther erhalten; es stellte sich jedoch bei Umfragen heraus, dass diese Bezeichnung in der Zielgruppe nicht sonderlich populär war, weshalb man sich auf Cobra verständigte. Über Reddys Onkel Keshow Reddy konnte der Kontakt zu den Mysore Breweries hergestellt werden, die zunächst das Brauen übernahmen. Bis 1997 wurden die in Indien gebrauten Cobra-Biere ausschließlich nach Großbritannien exportiert, dann verlegte man die Produktion nach England, wo die Brauerei Charles Wells (heute Wells & Young’s) in Bedford die Produktionslizenz übernahm. Eine Besonderheit des Bieres ist seine gute Kombinierbarkeit mit Currygerichten, die den indischen Ursprung betonen soll und eine der wichtigsten Werbebotschaften ist.
Im Geschäftsjahr 2006 machte das Unternehmen einen Verlust von knapp 4.000.000 £ nach Steuern, der sich im Folgejahr mehr als verdreifachte, obschon gleichzeitig auch der Umsatz stieg. Als Grund für diese wirtschaftlichen Probleme wird oftmals die Expansionspolitik herangezogen, die dem britischen Biermarkt entgegenlief und letztlich für die Brauerei nicht mehr tragbar wurde. Die Verschuldung lag bei 26.000.000 £ und zudem waren Risikokapitalgeber eingestiegen, die an einem rasant wachsenden Ertrag interessiert waren. Die Verkaufszahlen stiegen im Halbjahr zwischen dem 1. August 2008 und dem 31. Januar 2009 um 21 % an, dennoch musste am 29. Mai 2009 Insolvenz angemeldet werden, da sich die Außenstände für Lieferanten auf mittlerweile 75.000.000 £ beliefen. Zur Lösung der Probleme kaufte das US-amerikanisch-kanadische Brauunternehmen Molson Coors Brewing Company 50,1 % der Anteile an Cobra Beer für 14.000.000 £ auf und ist nun Teil einer Holding.
Cobra Beer entwickelte sich binnen kurzer Zeit zu einer äußerst beliebten Biersorte, wird in über 50 Staaten exportiert und beispielsweise in Großbritannien in knapp 6000 Restaurants und ebenso vielen Pubs und Bars sowie allen Großsupermärkten und den Lizenzketten angeboten. Trotz der finanziellen Krise ist die Brauerei noch immer eine der am schnellsten expandierenden auf den britischen Inseln.
| Geschäftsjahr | Umsatz in £ | Gewinn/Verlust in £ |
| ------------- | ----------- | ------------------- |
| 2004/2005     | 24.389.000  | 905.853             |
| 2005/2006     | 30.300.000  | 3.929.834           |
| 2006/2007     | 45.000.000  | 13.600.000          |

Ab 2003 ließ Cobra Beer auch von der in Polen ansässigen Browar Belgia brauen, um auf dem kontinentaleuropäischen Markt Fuß zu fassen. Vier Jahre darauf konzentrierte man sich jedoch aus Kostengründen mehrheitlich auf Großbritannien und die dortigen Lizenzpartner. Für die Abfüllung wurden 2008 Verträge mit Camerons in Hartlepool sowie Quinn Glass geschlossen. Nach der Übernahme durch die Molson Coors Brewing Company erfolgt die Produktion und die Abfüllung von 5.0 % Premium in deren Brauereizentrale in Burton-upon-Trent. Die Brauer für Zero% und King Cobra blieben unverändert und Quinn Glass ist noch für die Abfüllung von Zero% zuständig. In Indien steht Cobra Beer unter der Braulizenz der Mount Shivalik Group.
Im Laufe der Jahre wurde Cobra Beer mit zahlreichen Auszeichnungen bedacht. So gewann die Brauerei im Jahre 2003 den Preis „Business of the Year“ bei den jährlichen Eastern Eye Asian Business Awards. Zwei Jahre darauf bedachte Monde Selection (International Institute for Quality Selections) das Unternehmen mit 13 Medaillen, davon elf goldenen und 2008 mit insgesamt 19 Medaillen.

## CobraVision Short Film Competition
2005 rief Cobra Beer die CobraVision Short Film Competition ins Leben. Dieser Wettbewerb sollte jungen, ambitionierten Regisseuren die Möglichkeit bieten, ihre Kurzfilme in den Werbepausen der Spielfilme auf den Sendern ITV2, ITV3 und ITV4 zu zeigen. Es wurden zehn 5-Sekunden-Filme ausgestrahlt, bevor 2007 ein 50-Sekunden-Format eingeführt wurde. Die darin enthaltenen Produktionen zeigte man direkt vor Filmen auf ITV4. Monatlich wurden die besten Filme von den Zuschauern gewählt und am Ende des Jahres zelebrierte man die Verleihung der CobraVision Awards. 2008 wurde CobraVision aufgelöst und auch die Sponsorentätigkeit der Brauerei für die drei Fernsehsender wurde eingestellt. Es besteht allerdings weiterhin eine Unterstützung der britischen Filmindustrie, da Cobra Beer offizieller Partner der British Academy of Film and Television Arts und des British Film Institute ist.

## Marken
Zurzeit führt Cobra Beer fünf Sorten:
- Cobra Premium: Die Hauptmarke der Brauerei mit traditionellen indischen Zutaten wie Mais und Reis und einem Alkoholgehalt von 4,5 (ursprünglich 4,8) % Vol. für das Flaschenbier und 4,3 % für das Fassbier. Nach Angaben des Unternehmens besitzt das Bier die „Sanftheit eines Ale und die Frische eines Lager“.
- Cobra Zero%: Alkoholfreies Bier mit einer leicht süßlichen Note, das in 330-Milliliter-Flaschen abgefüllt wird.
- King Cobra: Das weltweit erste zweifach fermentierte Lagerbier[2] mit 7,8 % Vol. Wird in Flaschen abgefüllt, die jenen für Champagner ähneln und ist in den Größen 750 und 375 Milliliter erhältlich.
- Malabar: Ein IPA (India Pale Ale) mit 4,7 % Alkohol.
- Cobra Gluten Free: Eine glutenfreie Variante des Cobra Premium.